# Heinz Maegerlein
Heinz Maegerlein (auch Mägerlein; * 27. Dezember 1911 in Leipzig; † 25. Oktober 1998 in Gräfelfing) war ein deutscher Sportjournalist, Hörfunkreporter und Fernsehmoderator.

## Leben
Auf Wunsch seines Vaters immatrikulierte sich Maegerlein an der Universität Leipzig, um Germanistik, Geschichte und Sport zu studieren. Noch während des Studiums kommentierte er 1931 für die Mitteldeutsche Rundfunk AG ein Feldhandballspiel zwischen Leipzig und Minden. 1934/35 moderierte er beim Reichssender Leipzig die Sendung Jugend und Leibesübungen.
1936 wurde er als Stadionsprecher für die Gerätturnwettbewerbe bei den Olympischen Sommerspielen in Berlin verpflichtet, und ein Jahr später erhielt er eine Anstellung als Sportreporter beim Reichssender Leipzig. Am 17. Juli 1938 war er Reporter beim Endspiel der Deutschen Handballmeisterschaft (MTSA Leipzig –MSV Weißenfels).
Als Leutnant einer Propagandakompanie berichtete er während des Zweiten Weltkriegs von der Ostfront, beispielsweise im März 1945 von der Schlacht um Breslau. Am 31. Dezember 1941 moderierte er zusammen mit Wilhelm Ziegler im Großdeutschen Rundfunk den Jahresrückblick „Berichte von Front und Heimat aus dem ‚Jahr des europäischen Aufbruchs‘“.
Nach Kriegsende arbeitete Maegerlein zunächst freiberuflich, bevor er Redakteur beim Münchner Merkur wurde und schließlich zum Bayerischen Rundfunk wechselte. 1954 wirkte er an der ersten Eurovisions-Übertragung, einer Berichterstattung von den Wimbledon Championships, mit. Von 1958 bis zu seiner Pensionierung im Jahr 1976 leitete er die Abteilung Sport (Fernsehen) des Bayerischen Rundfunks. Im Laufe seiner Karriere berichtete er insgesamt von 16 Olympischen Spielen und zahlreichen Europa- und Weltmeisterschaften und deckte die unterschiedlichsten Sportarten ab – so lieferte er unter anderem auch Reportagen von internationalen Tennisturnieren oder großen Leichtathletik-Wettkämpfen. 
Bekannt war er besonders für seine engagierten Kommentierungen vom Eiskunstlauf und von alpinen Skirennen, die er in blumiger Sprachwahl vortrug. Von Maegerlein ist ein Satz überliefert, den er angeblich im Rahmen eines Ski-Rennens 1959 äußerte: „Tausende standen an den Hängen und Pisten.“ Das Wort „Pisten“ klingt dabei wie die Präteritumsform des Verbs „pissen“ für „urinieren“. Maegerlein selbst hat den Satz, der zum geflügelten Wort wurde, Jahre später in einem Interview bestätigt. Ebenso ist der Satz „Und nun wickeln die Damen ihre 100 Meter Brust ab“ überliefert, gesprochen bei der Übertragung eines Schwimmwettbewerbs. Maegerlein war außerdem für seine Frisur bekannt, für die er lange Strähnen seitlich über die Glatze kämmte (siehe Comb-Over).
Nach den Olympischen Sommerspielen 1968 in Mexiko-Stadt sah sich Maegerlein sowohl von Seiten der Zuschauer als auch der ARD-Verantwortlichen Kritik ausgesetzt. Es kam der Vorwurf auf, er rede zu viel. Darüber hinaus verhindere seine televisionäre Allgegenwärtigkeit bei Sportveranstaltungen den Aufstieg von Nachwuchsjournalisten. Er behielt zwar noch für neun Jahre seine Funktionen, trat jedoch nur noch selten als Reporter vor der Kamera auf.
Noch populärer als durch seine Tätigkeit als Sportreporter wurde Maegerlein als Moderator des zwischen 1958 und 1969 ausgestrahlten Fernsehquiz' Hätten Sie’s gewußt?, bei dem er seinen Kandidaten mit schwierigen Fragen aus dem klassischen Bildungskanon zu vergleichsweise bescheidenen Sachpreisen verhalf. Der Höchstpreis bei mehrfachem Gewinn der Sendung war eine BMW Isetta.
Im Ruhestand publizierte Maegerlein mehrere Sportbücher, drehte einige Filme und hielt Vorträge, in denen er die Auswirkungen der zunehmenden Kommerzialisierung des Leistungssports kritisierte.
Maegerlein starb 1998 im Alter von 86 Jahren und wurde auf dem Friedhof von Gräfelfing, Landkreis München beigesetzt.

## Veröffentlichungen (Auswahl)
- Wehrerziehung. Schulungsbuch für die Wehrverbände. Hachmeister und Thal, Leipzig 1934.[8]
- Wehrsport. Hachmeister und Thal, Leipzig 1934.[8]